# Йогурт
Йогýрт, також йо́гурт[неавторитетне джерело] (від тур. yoğúrt) — кисломолочний продукт, який виробляється шляхом квашення молочної основи чистими культурами молочнокислих бактерій Lactobacillus bulgaricus i Streptococcus thermophilus (термофільний стрептокок) з можливим додатковим використанням інших культур.

## Властивості

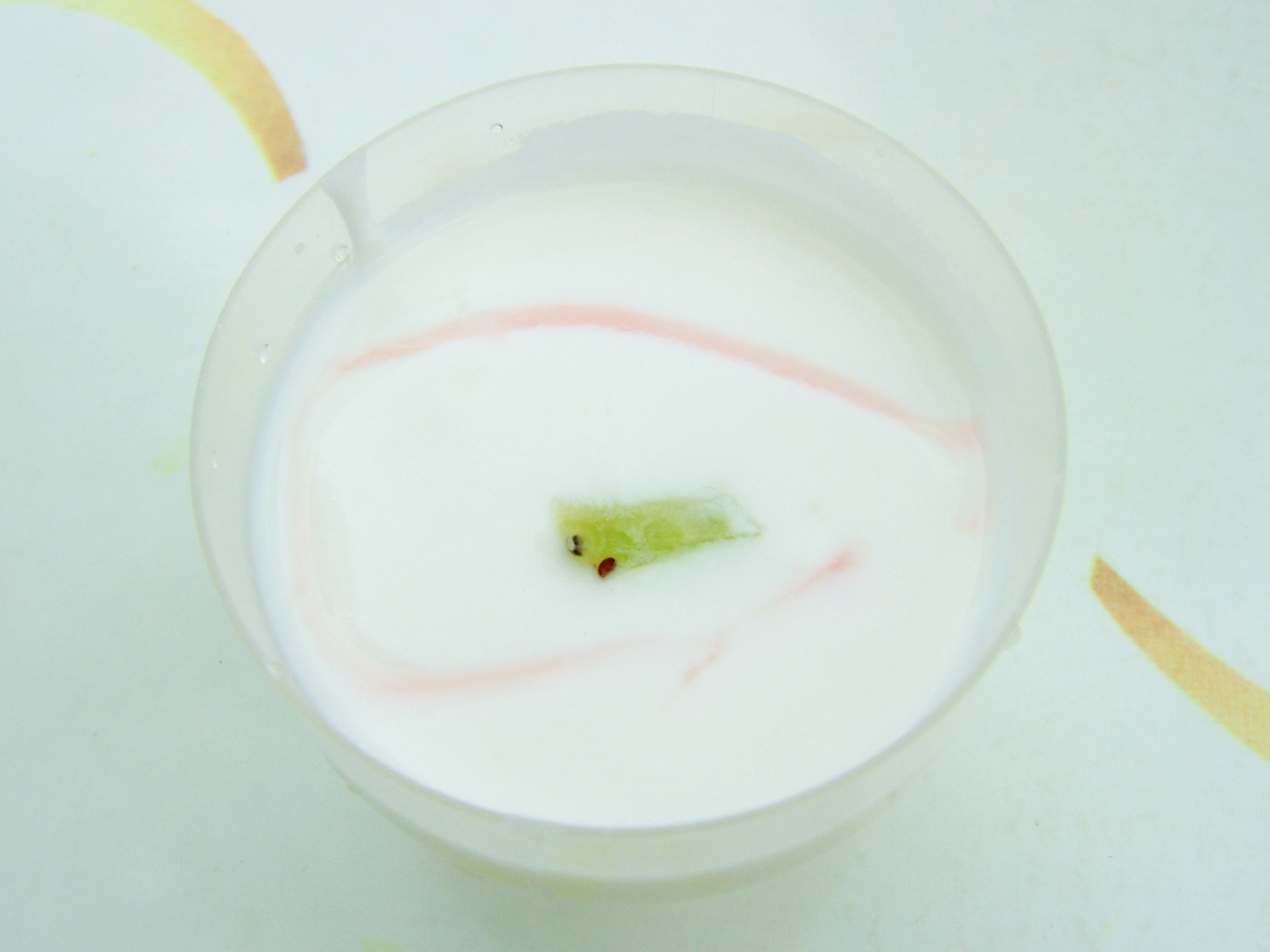
Йогурт

Йогурт багатий на вітаміни групи B й містить легкозасвоювані білки й кальцій. Компоненти й ферменти, які містяться в йогурті, сприяють поліпшенню процесу травлення людини.
Йогурт засвоюється краще за інші молочні продукти: його можна вживати навіть у разі алергії до білків молока, зокрема діти та дорослі, які не переносять лактозу.
У 100 грамах йогурту (1,5 % жирності) приблизно 60 ккал; є жирні й органічні кислоти, жири, білки, вуглеводи, холестерин; вітаміни А, PP, групи В; мінерали — калій, кальцій, магній, натрій, сірка, фосфор, хлор, залізо, цинк, йод, мідь, марганець, селен, хром, фтор, молібден, кобальт.
Споживання йогурту поліпшує функцію кишок: жива і здорова мікрофлора не дає шкідливим і токсичним речовинам «пробиватися» у кров, а виводить їх. Кальцію в йогурті дуже багато, і він не тільки підтримує в порядку стан кісток і зубів, але й зберігає здоров'я слизуватих оболонок, запобігаючи виникнення раку товстої кишки — він знижує ризик його розвитку на ¾. Прийнято джерелом кальцію вважати молоко, але його дійсно можуть пити не всі, і до того ж кальцій з молока засвоюється гірше — воно не містить тих бактеріальних живих культур, які є в йогурті.
Йогурт сприяє кращому засвоєнню інших мінералів і вітамінів і зміцнює імунітет: дослідження показали, що 100—200 г йогурту щодня дозволяють організму активніше виробляти інтерферон; бактерії, як містяться в ньому, підтримують діяльність лейкоцитів, допомагаючи їм краще захищати організм від інфекцій.
Йогурт додає організму більше молочних білків, ніж ми можемо одержувати з молока: усього у 2-х склянках є 1/5 частина добової норми білка для дорослої людини.

## Історія
Як багато продуктів, які дійшли до наших часів з глибокої давнини, йогурт багаторазово змінював свій смак і зазнавав зміни назви. По суті, йогуртом можна назвати найдавнішу індійську страву з молока — дахи. У стародавній Індії йогурт був особливим продуктом. Мало того, що йогурт — похідна від молока — продукт священних тварин, так і сам по собі він дуже корисний, а в поєднанні з фруктами особливо смачний.
Досі незрозуміло, де вперше з'явився йогурт. А історія цього молочного продукту налічує близько 8 тисяч років. Давні книги юдеїв містять згадки про їжу з молока, при цьому за способом приготування це в точності нагадує йогурт. У Стародавній Греції та Римі йогурт був відомий як «фракійське молоко».
Сучасне слово йогурт турецького походження. Воно закріпилося за продуктом після того, як турки завоювали Фракію, а «фракійське молоко» завоювало любов турків. Вони й назвали страву йогурт або егурт. Назва «йогурт» поширилась в балканському регіоні, який довгий час знаходився у владі Османської імперії, звідки потрапила в інші європейські країни й розійшлася по всьому світові.
Існує версія, що рецепт йогурту принесли на Балкани предки сучасних болгарів, які жили у волзьких степах і практикували приготування йогурту. Але якщо уважніше вивчити молочні страви в Середній Азії й у кочових народів від Монголії й до Криму, то можна зрозуміти, що у всіх були свої «йогурти», які називалися по-різному, але мали дуже схожі рецепти приготування. Спільним у них можна вважати спосіб обробки, при якому молоко нагрівається і додається спеціальна закваска, відібрана з попередньої «партії» йогурту. Саме закваска і робить з молока йогурт. У деяких регіонах йогуртова закваска передавалася з покоління в покоління, і вік культури міг обчислюватися століттями.
Вперше основу йогурту досліджував студент медичного факультету женевського університету Стам Григоров в 1905 році. У 1907 бактерії, що роблять з молока йогурт, назвали Lactobacillus bulgaricus на честь Болгарії та Streptococcus thermophilus. Ілля Мечников, проводячи паралельні дослідження причин довголіття, визначив, що в Болгарії найбільше число людей віком понад 100 років (4 на 1000 осіб). І причиною виявилася особлива флора кишки. Молочні бактерії, які входять до складу йогурту, зупиняють процеси анаеробного бродіння в кишках, що вважається однією з причин старіння.
Виявляється, всі болгарські довгожителі регулярно готували і їли йогурт, настільки улюблений у Болгарії. Робили вони це настільки регулярно, що бактерії, які містилися в йогурті, були присутні в організмі в неабиякій кількості. Йогуртові бактерії зупиняли або зовсім виключали процеси бродіння, очищували стінки кишки і таким чином допомагали організму тримати себе у формі. Професор Мечников прийшов до висновку, що йогуртові бактерії не замінювали природний процес — самоочищення, але значно допомагали йому.

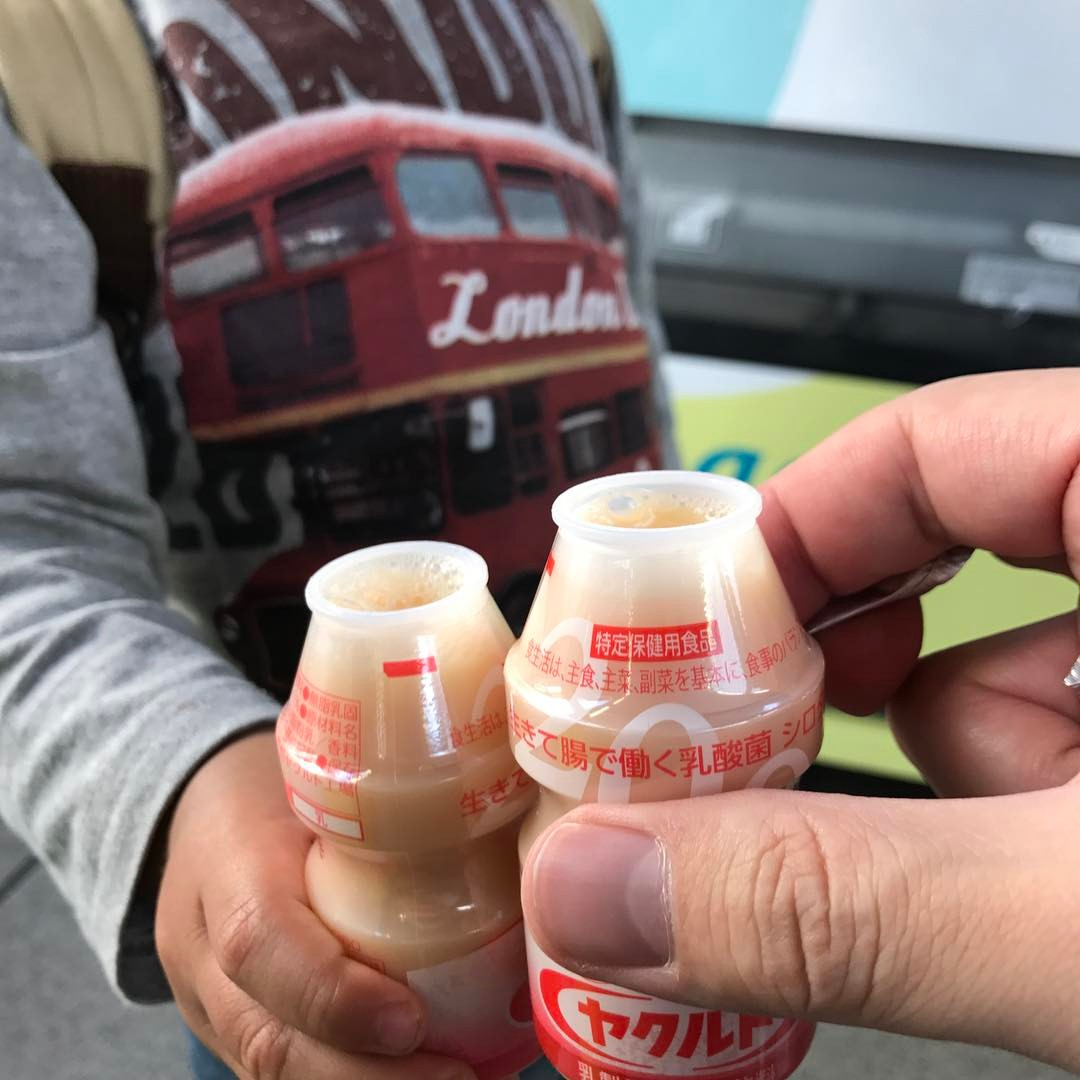
Японські пляшечки якуруто

Історія сучасного йогурту пов'язана з компанією Данон, завдяки якій цей продукт завоював Європу. Грек Ісаак Карасу, натхненний роботами Мечникова та на власному досвіді переконався в цілющій силі йогурту, у 1919 році заснував в Іспанії компанію, яку назвав на честь сина Даніеля — Danone. Лікар за професією Ісаак Карасу продавав йогурт в аптеках як лікарський засіб. Болгарську паличку для виготовлення йогурту він отримував прямо з лабораторії Іллі Мечникова.
Після переміщення компанії в Париж, смачний і корисний йогурт завоював прихильність європейців, а під час Другої світової війни й американців.
Сьогодні класичний йогурт — один з найпопулярніших кисломолочних продуктів на міжнародному ринку.
У 1930-х роках в Японії японський науковець Сірота Мінору винаходить новий спосіб робити йогурт з бактерій Lactobacillus paracasei. Комерційна назва цього продукту — якуруто або якульт (яп. ヤクルト, англ. Yakult, тай. ยาคูลท์). У 1971 році почав продаватися у Таїланді, де здобув широку популярність. Пляшки якуруто можна придбати майже у кожному магазині в Таїланді. Зараз це популярний в Азії та світі пробіотичний напій.

## Традиційна технологія

Йогурт з полуничним наповнювачем в упаковці Pur-pack

Виробництво йогурту здійснюється резервуарним і термостатним способами.

### Резервуарний спосіб виробництва
Нормалізовану суміш складають на підставі рецептур із незбираного і знежиреного молока, вершків, сухого знежиреного або незбираного молока, цукру. Нормалізовану суміш очищають, гомогенізують, пастеризують так, як передбачено загальною схемою виробництва кисломолочних напоїв. Суміш охолоджують до температури 40-45 °C і направляють у резервуар для кисломолочних продуктів. Вносять 3-5 % закваски, приготовленої на болгарській паличці й термофільних стрептококах. Молоко сквашують при температурі 40-45 °C протягом 3-4 годин до утворення згустку кислотністю 80°Т (Тернера). Готовий згусток поступово охолоджують до температури 20 °C в резервуарі при одночасному перемішуванні. Готовий продукт фасують. При виробництві йогуртів з наповнювачами їх вносять в охолоджений згусток, перемішують і фасують.

### Термостатний спосіб виробництва
Заквашену суміш фасують у дрібну тару. Сквашування проводять у термостатній камері при температурі 40-45 °C, тривалість сквашування 3-4 години. Готовий згусток має кислотність 70-80°Т. Продукт охолоджують до температури 4-6 °C. При виробництві плодово-ягідного йогурту наповнювачі вносять у молочну суміш при заквашуванні зразу після внесення закваски, ретельно перемішують і направляють на фасування. Щоб уникнути утворення пластівців згустку, тривалість фасування не має перевищувати 30-40 хвилин.
Йогурт, виготовлений за традиційною технологією, зберігається при температурі -6 °C протягом 36 годин, в тому числі на підприємстві виробнику — не більше 18 годин.

## Вдосконалена технологія
В Україні в останні роки особливої популярності набули йогурти: питні (або перемішані), десертні, та біойогурти. Ці продукти мають термін придатності до споживання при температурі зберігання 4-6 °C до 14 діб.
Сучасні технології йогуртів передбачають застосування стабілізаторів структури, заквасок прямого внесення, різноманітного спектра наповнювачів. На виробництво йогуртів відбирається сировина вищого ґатунку, з необхідними органолептичними, фізико-хімічними й мікробіологічними показниками. Молоко до перероблення зберігають в окремих резервуарах за температури не вище 2-4 °C. Термін зберігання молока до перероблювання не повинен перевищувати 4 годин. Відібране молоко нормалізують по масовій долі жиру і сухих речовин. Сухі компоненти (стабілізатори, цукор) попередньо змішують, розчиняють у молоці за температури 30-45 °C, суміш залишають для набрякання протягом 3-60 хвилин (залежно від виду стабілізатора) і змішують з основною масою суміші.
Далі нормалізовану суміш очищають, гомогенізують при тиску 15-20 МПа і температурі 65-95 °C, пастеризують при температурі 90-95 °C з витримкою до 15 хвилин. Суміш охолоджують до температури заквашування 35-45 °C і направляють у резервуар для кисломолочних продуктів. Заквашування проводять негайно після охолодження, кількість закваски прямого внесення залежить від її виду й активності. Сквашують протягом 4-10 годин до утворення згустку, що має pH 4,4-4,7. Готовий згусток перемішують і охолоджують до температури 20-25 °C. При виробництві продуктів із фруктами та іншими наповнювачами, їх вносять в охолоджений згусток. Після закінчення охолодження і змішування з наповнювачами йогурт направляють на розлив. Упакований продукт направляють у холодильну камеру для охолодження до температури 6 °C.